# Cimitero di Chiavari
Il cimitero di Chiavari, o cimitero urbano di Chiavari secondo l'amministrazione comunale, sorge sulle alture alle spalle dell'abitato di Chiavari, nella città metropolitana di Genova.
Fu costruito in forma monumentale fra il 1893 e il 1894 su disegno e progetto dell'architetto milanese Gaetano Moretti.

## Storia ed architettura originaria

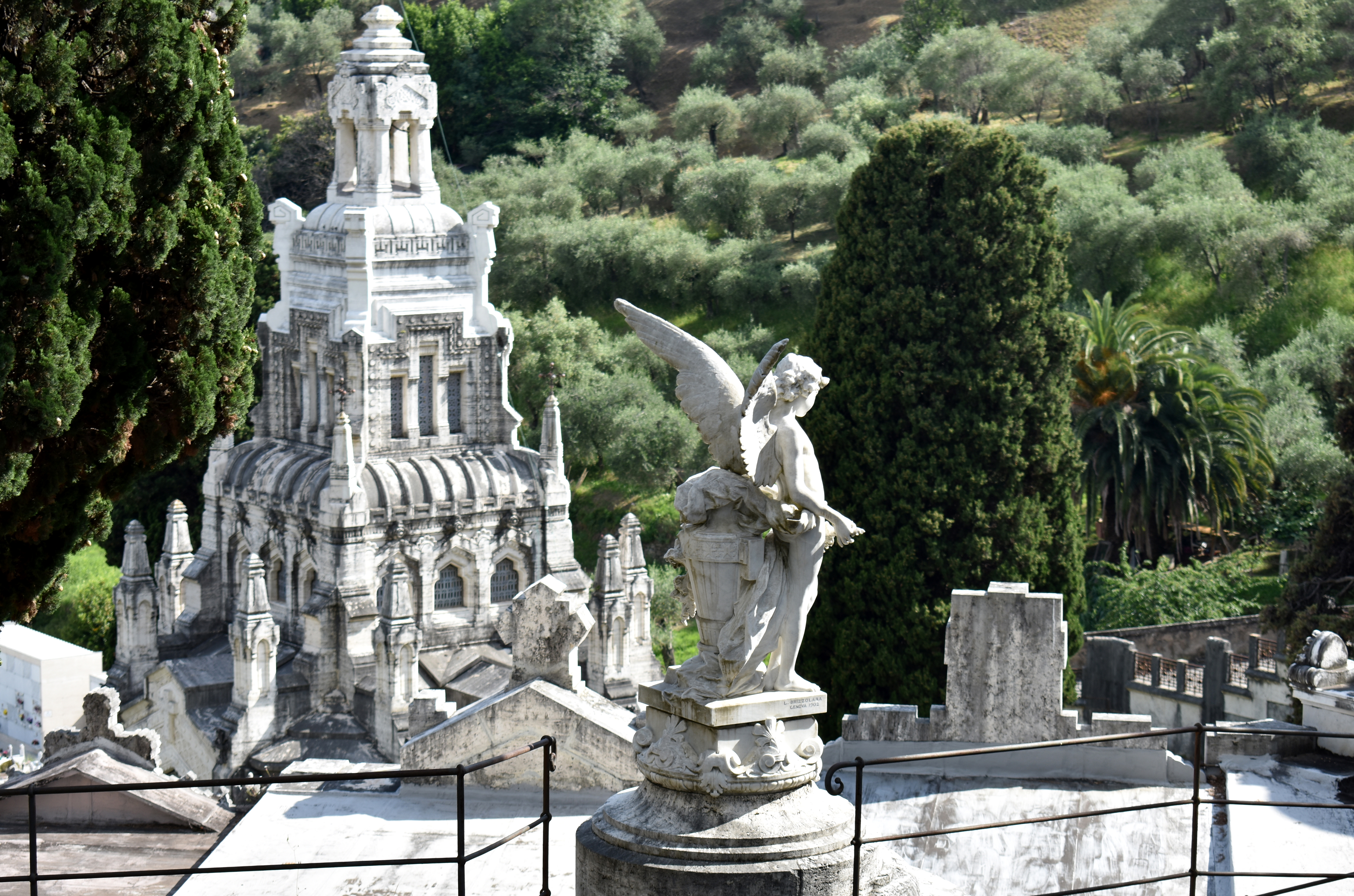
Monumento del cimitero

Il cimitero nacque intorno a quello precedentemente esistente a seguito delle nuove normative sanitarie e cemeteriali di polizia mortuaria emanate nel luglio 1892. Con l'occasione l'amministrazione provvedette ad ampliare l'insufficiente cimitero primitivo, ormai inadatto al numero di inumazioni e nel quale, per mancanza di spazio, si era nel tempo provvedute al seppellimento dei morti in tombe, fosse e depositi comuni contrari a ogni precetto igienico e ogni sentimento di pietà.
Il progettista Moretti dovette affrontare quattro criteri fondamentali: sfruttare al massimo il terreno scosceso del cimitero valorizzandone al contempo la bellezza naturale; tenere conto delle poche risorse economiche del Comune, limitando la parte architettonica ai soli edifici strettamente necessari alle attività prescritte dai regolamenti cemeteriali e rinunciando a impianti architettonici grandiosi o di effetto; prevedere una sorta di piano regolatore della parte alta del cimitero dove, nel tempo, monumenti ed edicole privati avrebbero contribuito  a costruire in modo ordinato la decorazione del luogo; infine predisporre il tutto affinché la costruzione del cimitero potesse, nel futuro, svilupparsi modularmente aggiungendo eventuali parti che si rendessero necessarie al corretto funzionamento della struttura.

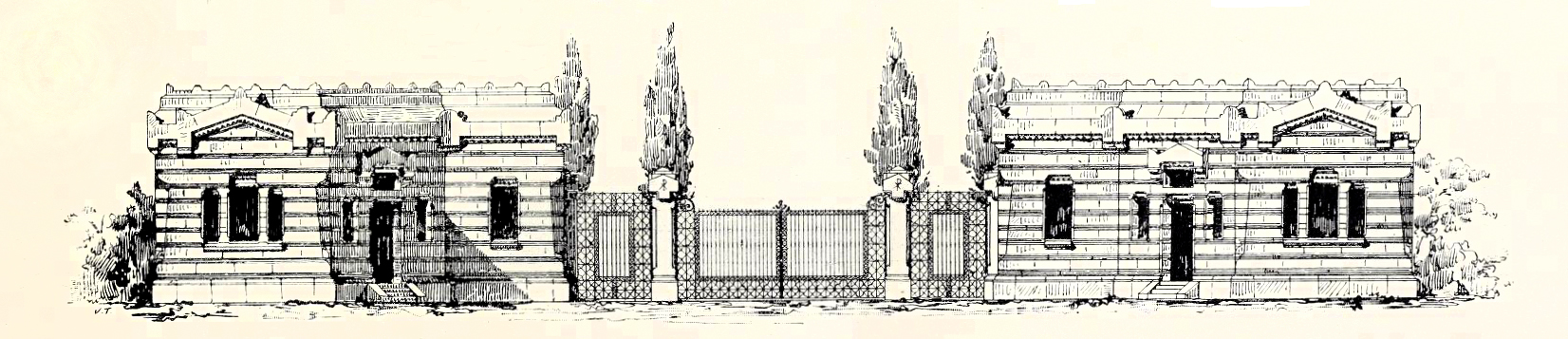
Il progetto di Gaetano Moretti (1893)